# Rue Sainte-Marguerite (Liège)
Pour les articles homonymes, voir Rue Sainte-Marguerite.
La rue Sainte-Marguerite est une rue ancienne de la ville de Liège (Belgique). Elle est l'épine dorsale du quartier historique de Sainte-Marguerite.

## Situation et accès
Cette longue rue mesurant environ 955 mètres est scindée en deux sections assez différentes qui ont été séparées par le percement d'une voie rapide dans les années 1970 (avenue de Fontainebleau et rue Louis Fraigneux). 
La section orientale (nos 1 à 145 et 2 à 146) qui va de la rue Saint-Séverin au carrefour de Fontainebleau est plate, plus étroite et comprend un léger virage. Elle occupe vraisemblablement le fond de la vallée initiale du ruisseau de la Légia. Il s'agit d'une rue populaire et multiculturelle possédant de nombreux commerces de proximité. Elle applique un sens unique de circulation automobile dans le sens Fontainebleau-Saint-Séverin.
La partie occidentale en légère côte et rectiligne est plus large. C'est un tronçon de la route nationale 3 qui relie le carrefour de Fontainebleau aux rues Eugène Houdret et Émile Vandervelde  en direction du plateau d'Ans. Elle applique un sens unique de circulation automobile dans le sens Houdret-Fontainebleau.

## Odonymie
La rue prend le nom d'une église dont l'origine remonte au Xe siècle. L'édifice actuel a été construit entre 1988 et 1992. 

## Historique
La rue Sainte-Marguerite créée avant le XIIe siècle se trouvait à l'extérieur des remparts de la ville. Sainte-Marguerite portait ainsi le nom de Faubourg Sainte-Marguerite.  La porte de Sainte-Marguerite, détruite en 1841, se trouvait à proximité du carrefour avec la rue des Fossés.

## Bâtiments remarquables et lieux de mémoire

### Architecture
La rue Sainte-Marguerite est une des voiries liégeoises où se trouvent le plus de bâtiments repris à l'inventaire du patrimoine culturel immobilier de la Wallonie. On en compte environ 70. Il s'agit pour la plupart d'immeubles représentatifs du style mosan de la fin du XVIIe siècle et du XVIIIe siècle. Sept de ces immeubles sont aussi repris sur la liste du patrimoine immobilier classé de Liège (voir Patrimoine classé)

### Patrimoine classé
La liste qui suit est classée au patrimoine immobilier de la Région wallonne :
| Objet                                                                       | Année de construction / Architecte | Adresse                                | Section communale | Coordonnées                      | Numéro d’inventaire | Illustration              |
| --------------------------------------------------------------------------- | ---------------------------------- | -------------------------------------- | ----------------- | -------------------------------- | ------------------- | ------------------------- |
| Maison - Façades et toitures, à l'exclusion du pignon vers la rue Corémolin |                                    | Rue Sainte-Marguerite, nos 12-18       | Sainte-Marguerite | 50° 38′ 45″ nord, 5° 33′ 46″ est | 62063-CLT-0254-01   | Maison                    |
| Maison -Façade et toiture                                                   |                                    | Rue Sainte-Marguerite, no 100          | Sainte-Marguerite | 50° 38′ 45″ nord, 5° 33′ 37″ est | 62063-CLT-0300-01   | Maison                    |
| Maison - Façade et toiture                                                  |                                    | Rue Sainte-Marguerite, no 102          | Sainte-Marguerite | 50° 38′ 45″ nord, 5° 33′ 36″ est | 62063-CLT-0531-01   | Maison                    |
| Hôtel de Heeswyck - Façade et toiture                                       |                                    | Rue Sainte-Marguerite, nos 110-112-114 | Sainte-Marguerite | 50° 38′ 46″ nord, 5° 33′ 36″ est | 62063-CLT-0272-01   | Maison                    |
| Maison natale d'Eugène Ysaÿe - Façade et toiture                            |                                    | Rue Sainte-Marguerite, no 231          | Sainte-Marguerite | 50° 38′ 50″ nord, 5° 33′ 19″ est | 62063-CLT-0372-01   | Image manquanteTéléverser |
| Maison - Façade avant et toiture                                            |                                    | Rue Sainte-Marguerite, no 247          | Sainte-Marguerite | 50° 38′ 50″ nord, 5° 33′ 17″ est | 62063-CLT-0269-01   | Image manquanteTéléverser |
| Maison - Façade et toiture                                                  |                                    | Rue Sainte-Marguerite, no 325          | Sainte-Marguerite | 50° 38′ 52″ nord, 5° 33′ 08″ est | 62063-CLT-0270-01   | Image manquanteTéléverser |

### Monument
Entre les immeubles situés aux nos 118 et 124, se dresse le monument Maurice Waha, du nom d'un héros liégeois qui tenta le 7 septembre 1944 vers 14 h, de désamorcer un char allemand bourré d'explosifs. Il n'y arriva pas et l'explosion devant la boulangerie Humblet fit 95 victimes. Le lendemain, la ville de Liège était libérée.

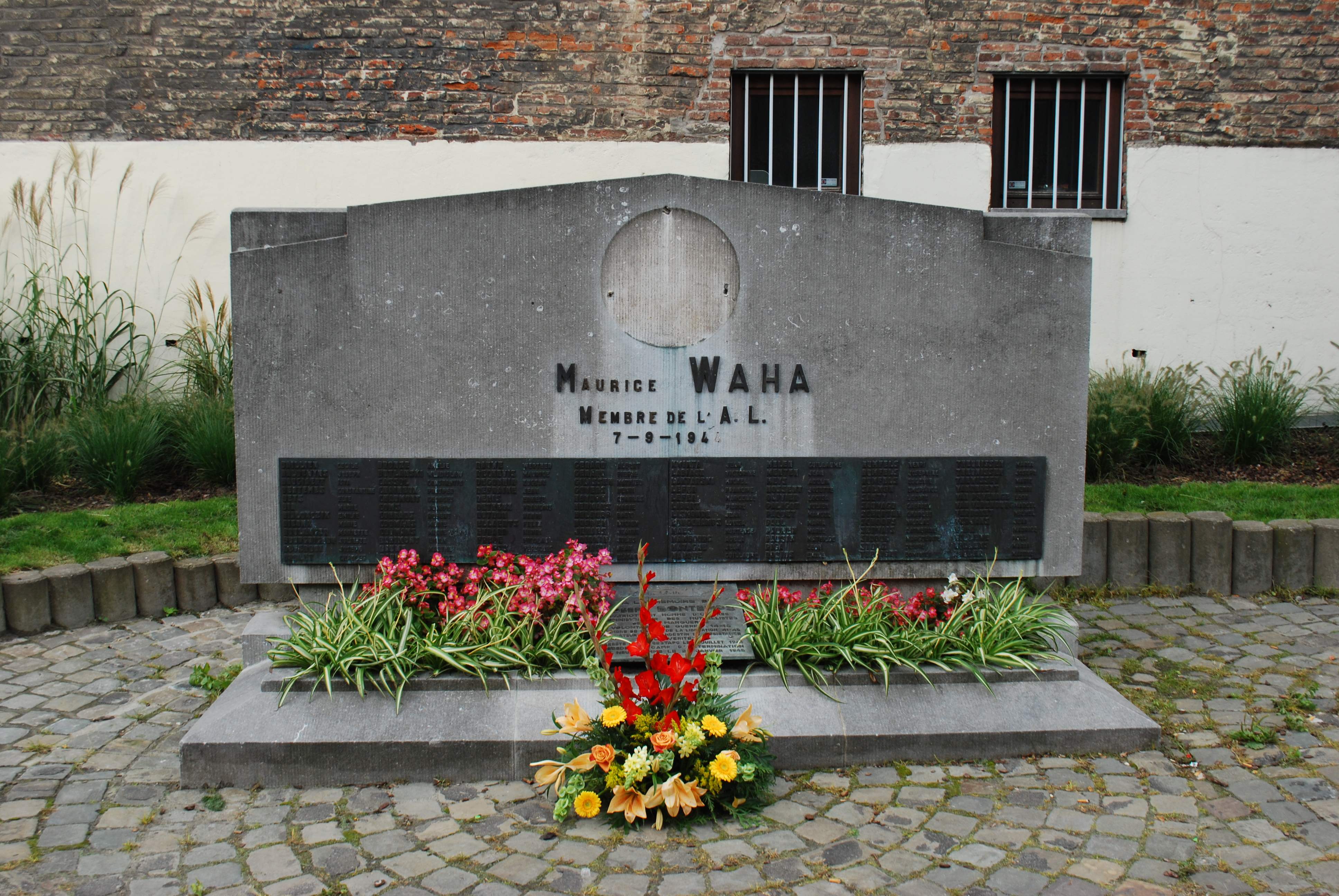
Monument Maurice Waha

## Voies adjacentes
- Rue Saint-Séverin
- Rue Mississipi
- Rue des Fossés
- Rue Corémolin
- Rue Publémont
- Rue Hullos
- Rue des Fontaines-Roland
- Rue du Général Bertrand
- Rue de Fexhe
- Avenue de Fontainebleau
- Rue Louis Fraigneux
- Rue de Hesbaye
- Rue de la Légia
- Place des Arzis
- Rue Émile Gérard
- Rue Henri Baron
- Place du Flot
- Rue Eugène Houdret
- Rue Émile Vandervelde